# RU-24,969
RU-24,969 je lek i istraživačka hemikalija. On je selektivan agonist  i  receptora. Kao i kod drugih  agonista, kao što je CP-94,253, za RU-24,969 je nađeno da pojačava dejstvo kokaina, što sugestira da  receptori učestvuju u kokainskoj adikciji.